# Chimarra deksamensis
Chimarra deksamensis là một loài Trichoptera trong họ Philopotamidae. Loài này có ở Afrotropisch và miền Cổ bắc.